# Boubacar Fofana
Boubacar Fofana (ur. 6 listopada 1989 w Konakry) – piłkarz gwinejski grający na pozycji defensywnego pomocnika.

## Kariera klubowa
Swoją karierę piłkarską Fofana rozpoczął w klubie CD Pinhalnovense. W latach 2008–2010 grał w rezerwach tego klubu. W 2008 roku zadebiutował w nim w Segunda Divisão. Na początku 2009 roku przeszedł do SC Praiense, w którym spędził półtora roku. W sezonie 2010/2011 grał w Gondomar SC.
Latem 2011 Fofana przeszedł do Kartalsporu, grającego w tureckiej 1. Lig. Zadebiutował w niej 11 września 2011 w wygranym 1:0 domowym meczu z Elazığsporem. W Kartalsporze rozegrał 3 mecze.
W 2012 roku Fofana został piłkarzem CD Tondela, grającego w Segunda Liga. Swój debiut w Tondeli zanotował 27 października 2012 w wygranym 2:0 wyjazdowym meczu z CD Aves.
Latem 2014 Fofana podpisał kontrakt z CD Nacional. Następnie grał w Arabii Saudyjskiej w klubach Ettifaq FC i Al-Khaleej FC. W sezonie 2017/2018 występował w Moreirense FC, a latem 2018 trafił do rumuńskiego Gaz Metan Mediaș.
| Sezon   | Klub             | Kraj             | Rozgrywki       | Mecze | Bramki |
| ------- | ---------------- | ---------------- | --------------- | ----- | ------ |
| 2008/09 | CD Pinhalnovense | Portugalia       | Segunda Divisão | 1     | 0      |
| 2008/09 | SC Praiense      | Portugalia       | Segunda Divisão | 13    | 3      |
| 2009/10 | SC Praiense      | Portugalia       | Segunda Divisão | 23    | 1      |
| 2010/11 | Gondomar SC      | Portugalia       | Segunda Divisão | 27    | 3      |
| 2011/12 | Kartalspor       | Turcja           | 1. Lig          | 3     | 0      |
| 2012/13 | CD Tondela       | Portugalia       | Segunda Liga    | 16    | 2      |
| 2013/14 | CD Tondela       | Portugalia       | Segunda Liga    | 36    | 2      |
| 2014/15 | CD Nacional      | Portugalia       | Primeira Liga   | 21    | 0      |
| 2015/16 | CD Nacional      | Portugalia       | Primeira Liga   | 14    | 1      |
| 2016/17 | Ettifaq FC       | Arabia Saudyjska | I liga          | 11    | 1      |
| 2016/17 | Al-Khaleej FC    | Arabia Saudyjska | I liga          | 8     | 0      |
| 2017/18 | Moreirense FC    | Portugalia       | Primeira Liga   | 11    | 0      |
| 2018/19 | Gaz Metan Mediaș | Rumunia          | Liga I          |       |        |

## Kariera reprezentacyjna
W reprezentacji Gwinei Fofana zadebiutował 5 marca 2014 roku w wygranym 2:1 towarzyskim meczu z Iranem, rozegranym w Teheranie.